# Panamá en los Juegos Paralímpicos
Panamá en los Juegos Paralímpicos está representado por el Comité Paralímpico de Panamá, miembro del Comité Paralímpico Internacional.
Ha participado en nueve ediciones de los Juegos Paralímpicos de Verano, su primera presencia tuvo lugar en Barcelona 1992. El país ha obtenido un total de ocho medallas en las ediciones de verano: tres de oro, cuatro de plata y una de bronce, todas obtenidas por el deportista Said Gómez en atletismo.
En los Juegos Paralímpicos de Invierno Panamá no ha participado en ninguna edición.

## Medallero

### Por edición
Juegos Paralímpicos de Verano
| Evento              | Oro | Plata | Bronce | Total |
| ------------------- | --- | ----- | ------ | ----- |
| Barcelona 1992      | 1   | 2     | 0      | 3     |
| Atlanta 1996        | 2   | 0     | 0      | 2     |
| Sídney 2000         | 0   | 1     | 1      | 2     |
| Atenas 2004         | 0   | 1     | 0      | 1     |
| Pekín 2008          | 0   | 0     | 0      | 0     |
| Londres 2012        | 0   | 0     | 0      | 0     |
| Río de Janeiro 2016 | 0   | 0     | 0      | 0     |
| Tokio 2020          | 0   | 0     | 0      | 0     |
| París 2024          | 0   | 0     | 0      | 0     |
| TOTAL               | 3   | 4     | 1      | 8     |

### Por deporte
Deportes de verano
| Evento    | Oro | Plata | Bronce | Total |
| --------- | --- | ----- | ------ | ----- |
| Atletismo | 3   | 4     | 1      | 8     |
| TOTAL     | 3   | 4     | 1      | 8     |